# Ocean City (Maryland)
Ocean City es un pueblo ubicado en el condado de Worcester en el estado estadounidense de Maryland. En el Censo de 2010 tenía una población de 7.102 habitantes y una densidad poblacional de 75,4 personas por km².

## Geografía
Ocean City se encuentra ubicado en las coordenadas 38°23′9″N 75°3′49″O / 38.38583, -75.06361. Según la Oficina del Censo de los Estados Unidos, Ocean City tiene una superficie total de 94.19 km², de la cual 11.43 km² corresponden a tierra firme y (87.87%) 82.76 km² es agua.

## Demografía
Según el censo de 2010, había 7.102 personas residiendo en Ocean City. La densidad de población era de 75,4 hab./km². De los 7.102 habitantes, Ocean City estaba compuesto por el 92.17% blancos, el 2.72% eran afroamericanos, el 0.21% eran amerindios, el 1.32% eran asiáticos, el 0% eran isleños del Pacífico, el 2.2% eran de otras razas y el 1.38% pertenecían a dos o más razas. Del total de la población el 5.87% eran hispanos o latinos de cualquier raza.